# Marie-Luise Jahn
Pour les articles homonymes, voir Jahn.
Marie-Luise Jahn, née le 28 mai 1918 à Sandlack, arrondissement de Bartenstein en province de Prusse-Orientale et morte le 22 juin 2010 à Bad Tölz, est une médecin allemande, résistante contre le nazisme au sein du groupe La Rose blanche de Hambourg.

## Biographie
Marie-Luise Jahn naît et grandit à Sandlack, en province de Prusse-Orientale. De 1934 à 1937, elle étudie à Berlin. Puis elle commence des études en chimie à l'université de Munich en 1940. Elle y rencontre Hans Leipelt, dont elle devient l'amie, et d'autres membres du groupe de résistance anti-nazi la Rose Blanche.
Après l’arrestation de Hans et Sophie Scholl et de Christoph Probst, Hans Leipelt et Marie-Luise Jahn reprennent la publication et la distribution de tracts, et collectent de l'argent pour aider la veuve de Kurt Huber. En octobre 1943, ils sont arrêtés par la Gestapo. Hans Leipelt est exécuté, tandis qu'elle est condamnée à douze ans de prison par le Volksgerichtshof en 1944. Sa peine relativement clémente semble due au fait que son ami Hans Leipelt ait pris toute la responsabilité sur lui. Elle est alors âgée de 26 ans.
Marie-Luise Jahn est libérée le 19 avril 1945 du pénitencier d'Aichach.
Après la capitulation allemande, elle étudie la médecine à l'université de Tübingen et travaille en tant que médecin à Bad Tölz. 
En 1987, elle est l'une des membres fondateurs de la Weiße Rose Stiftung, qui commémore le souvenir du groupe.

## Littérature
- (de) Gunther Staudacher, Margaretha Rothe und die Hamburger Weiße Rose – Sichtweisen ihres Umfelds, Balingen 2022  (ISBN 978-3-7549-4365-6)

## Filmographie
Le film documentaire Die Widerständigen „also machen wir das weiter…“ de Katrin Seybold (de) et Ula Stöckl donne la parole aux derniers et denières survivantes de la résistance allemande, parmi lesquelles Marie-Luise Jahn.